# Ectobius africanus
Ectobius africanus är en kackerlacksart som beskrevs av Henri Saussure 1899. Ectobius africanus ingår i släktet Ectobius och familjen småkackerlackor. Inga underarter finns listade i Catalogue of Life.